# Federación Universitaria Democrática Española
La Federación Universitaria Democrática Española (FUDE) fue una organización estudiantil ilegal antifranquista española, fundada en 1961 por miembros del Partido Comunista de España (PCE), la Agrupación Socialista Universitaria y el Frente de Liberación Popular (FLP), que tuvo como primer objetivo combatir dentro de las universidades la presencia de la organización vertical franquista, el Sindicato Español Universitario (SEU).
En 1963 contaba con implantación en nueve de los doce distritos universitarios y alcanzó su momento de mayor implantación en 1965, coincidiendo con la desaparición del SEU. No obstante, la extensión de su actividad sirvió como elemento para tratar de ampliar el número de estudiantes universitarios que se unieran a las organizaciones antifranquistas, y desde posiciones socialistas se incentivó la creación del Sindicato Democrático de Estudiantes, lo que influyó en una pérdida de protagonismo de la FUDE. En 1967, el Partido Comunista abandonó la FUDE (ya lo habían hecho el año anterior las organizaciones socialistas del interior) y destinó         todos sus esfuerzos al Sindicato Democrático, con lo que los restos de la Federación Universitaria quedaron en manos del Partido Comunista de España (marxista-leninista), organización creada como escisión comunista en 1964.
En 1968 la organización desapareció, fortaleciéndose la sección estudiantil de Comisiones Obreras, entonces en sus inicios después de abandonar el PCE la Oposición Sindical Obrera creada pocos años antes.

## Actualidad
- En 1992 y años anteriores/posteriores la mayoría de afiliados a Federación Universitaria Democrática Española-Oposición Sindical Obrera se integraron en:
  - Partidos políticos:
    - Izquierda Unida (España) o equivalente según región.
    - Podemos o equivalente según región.
    - Unidas Podemos o equivalente según región.
    - Más País o equivalente según región.
    - Movimiento Sumar-Sumar (coalición) o equivalente según región.

  - Sindicatos:
    - Comisiones Obreras o equivalente según región.
    - Confederación General del Trabajo (España) o equivalente según región.